# A-Cat
A-Cat er en sejlbåd (katamaran), som er specielt designet til kapsejlads med en-mands besætning.
En A-Cat skal veje mindst 75 kg, ikke overstige 5,59 meter lang, op til 2,3 meter bred og har et maksimal sejlareal på 13,94 kvm.
Et minimum af design regler for længde, bredde og sejlareal har gjort det muligt for mange designere til at udvikle håndværk med usædvanlige resultater. Moderne materialer såsom kulfiber, kevlar og glasfiber bruges til masseproduktion af skrog og master. Hastigheder på over 24 knob (44 km/t) er nået.
A-Division-Catamaran-class  blev 1956 skabt som en fri konstruktion klasse af den daværende "International Yacht Racing Union" i England.

## Eksterne links
- Internationella A-Cat Förbund. Arkiveret 31. marts 2014 hos  Wayback Machine